# 户部山站
户部山站是徐州地铁2号线的地铁站，位于中华人民共和国江苏省徐州市云龙区解放路与建国东路交叉口南侧，于2020年11月28日开通。

## 车站结构
户部山站沿解放路南北设置，为地下二层岛式站台车站，车站长195.1米，标准段宽20.7米，车站地下一层为站厅层，地下二层为站台层，站台设置全高站台门。
| 地面              | 出入口 | 1、3c、3d、4出入口 |
| 地下一层          | 站厅   | 客服中心、自动售票机、验票机                                                                                          |
| 地下二层          | 站台   | \| \| \| █ 2号线往客运北站（彭城广场） \| \| 島式 · 開左邊车门 \| \| \| \| \| \| █ 2号线往新城区东（师大云龙校区） \| |
|                   |        | █ 2号线往客运北站（彭城广场）                                                                                         |
| 島式 · 開左邊车门 |        | |
|                   |        | █ 2号线往新城区东（师大云龙校区）                                                                                     |

## 车站出口
户部山站目前开放4个出入口，各出口及周围设施如下所示：
| 出口编号            | 照片 | 出口指示       | 建议前往的目的地                                                   |
| ------------------- | ---- | -------------- | ------------------------------------------------------------------ |
| 1 · 出口            |      | 解放路（西侧） | 徐州市第八中学 徐师一附小                                          |
| 3 · c · 出口        |      | 建国东路       | 快哉亭公园、徐州市第四中学、徐州市公园巷小学                       |
| 3 · d · 出口        |      | 建国东路       | 回龙窝历史文化街区                                                 |
| 4 · 出口 · （设有） |      | 解放路（西侧） | 徐州市青年路小学，徐州市老年病医院，江苏省社区医院，户部山文化市场 |
| 图例： 设有         |      |                |                                                                    |

## 接驳交通

### 公交车
- 户部山地铁站：19路，20路，39路，51路，62路，65路，612路
- 建国小区：14路，18路，51路，68路夜
- 云龙医院：14路，14路夜，18路，18路夜班，32路，65路，66路，68路，68区间，专20路

## 车站历史
本站工程名为建国路站，正式站名为户部山站，以车站临近的户部山命名。
- 2019年5月28日，车站主体结构封顶[2]。
- 2020年11月28日，车站随2号线一期通车开通[1]。